# Dalechampia variifolia
Dalechampia variifolia är en törelväxtart som beskrevs av Johannes Müller Argoviensis. Dalechampia variifolia ingår i släktet Dalechampia och familjen törelväxter. Inga underarter finns listade i Catalogue of Life.